# Musée d'histoire et d'ethnographie de Svanétie
Le musée d'histoire et d'ethnographie de Svanétie (en géorgien : სვანეთის ისტორიულ-ეთნოგრაფიული მუზეუმი) est un musée situé à Mestia, en Géorgie. Consacré à la Svanétie, il a été fondé en 1936.

## Histoire

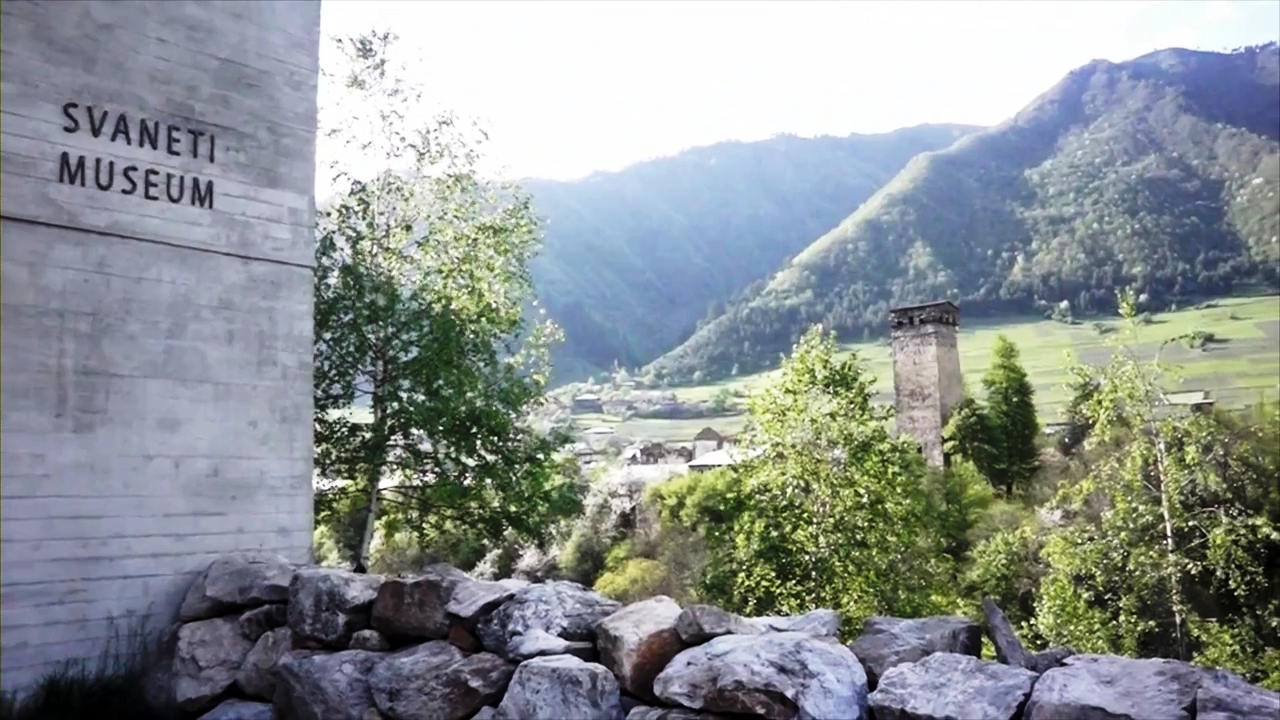

En 2013, le musée rénové ouvre dans un bâtiment moderne conçu par l'architecte Gaga Kiknadze.

## Collections
Le musée conserve des matériaux obtenus à la suite de fouilles archéologiques sur le territoire de la région de Svanétie, des exemplaires uniques de l'art de la gravure et de l'iconographie géorgienne (l'icône du Sauveur du Xe siècle, des icônes de la première moitié du XIe siècle, notamment celles du Christ intronisé et de saint Georges d'Asan, des quarante martyrs du XIIe siècle celle de la Crucifixion, de Marie, la mère de Jésus des IXe-Xe siècle et autres objets rituels, des instruments d'écriture des IXe-XIVe siècle), des manuscrits anciens (dont les manuscrits quatrains de Adysh (en), Labskaldi, Yenash et Mestia des XIe-XIIIe siècle) avec des reliures estampées), des équipements de guerre du début et de la fin du Moyen Âge, fer, argent, produits en cuivre, bijoux, vaisselle, échantillons textiles, objets ethnographiques reflétant l'existence de l'ancienne Svanétie et d'autres.

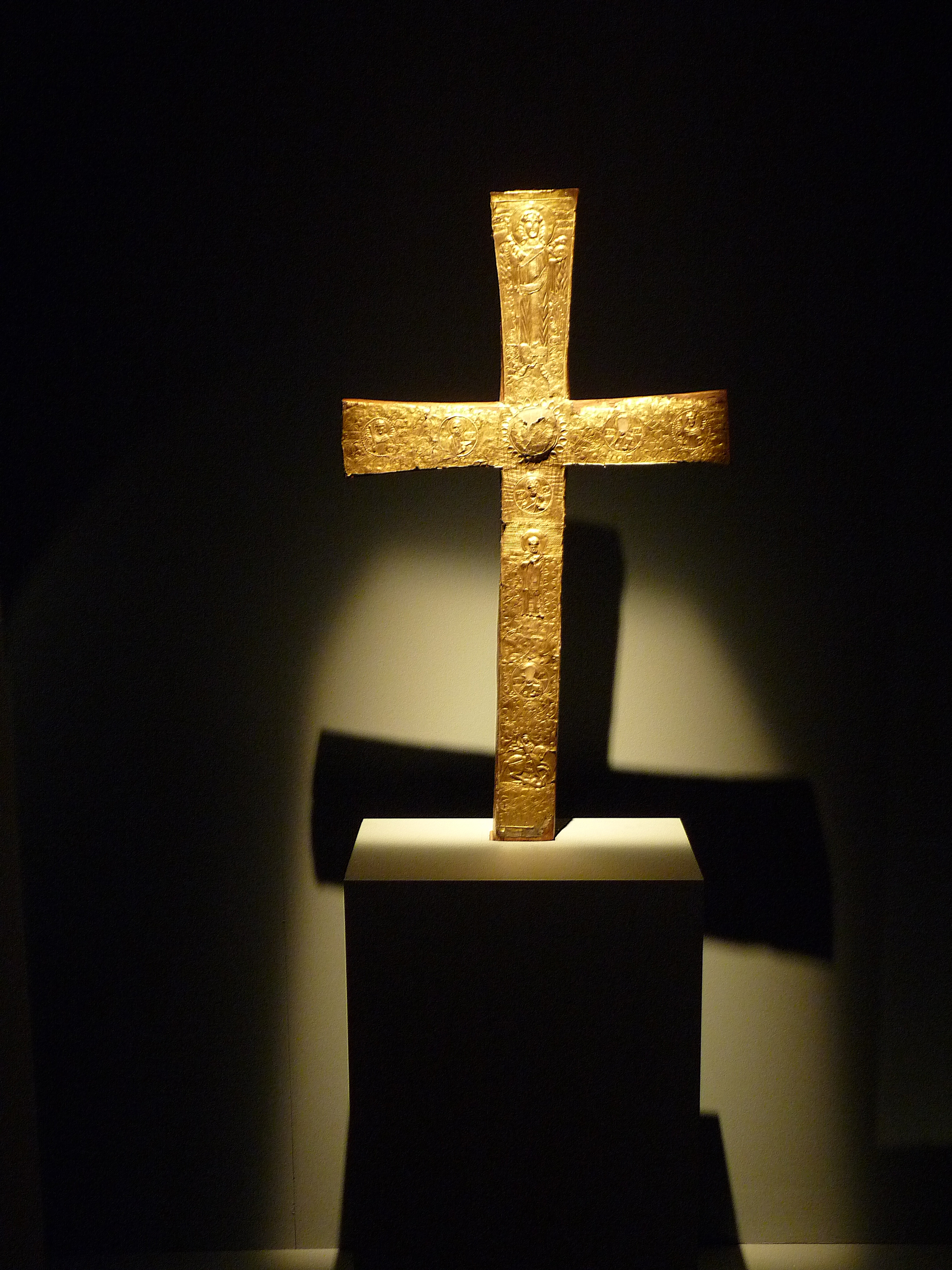
Croix en or.
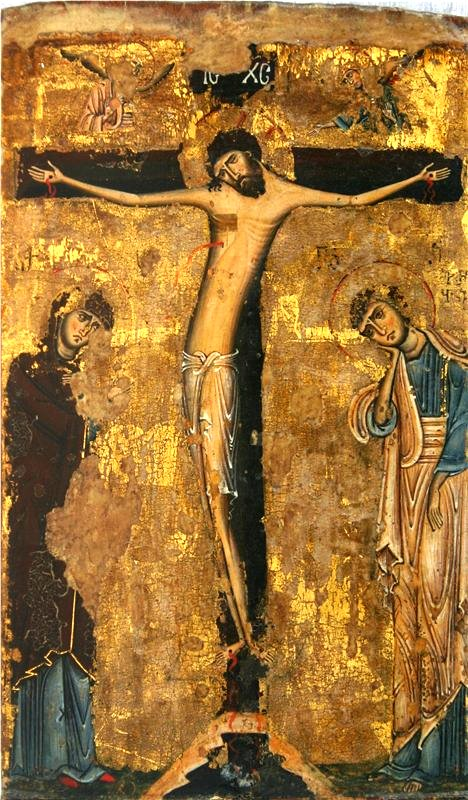
Icône de la Crucifixion, XIIe siècle.
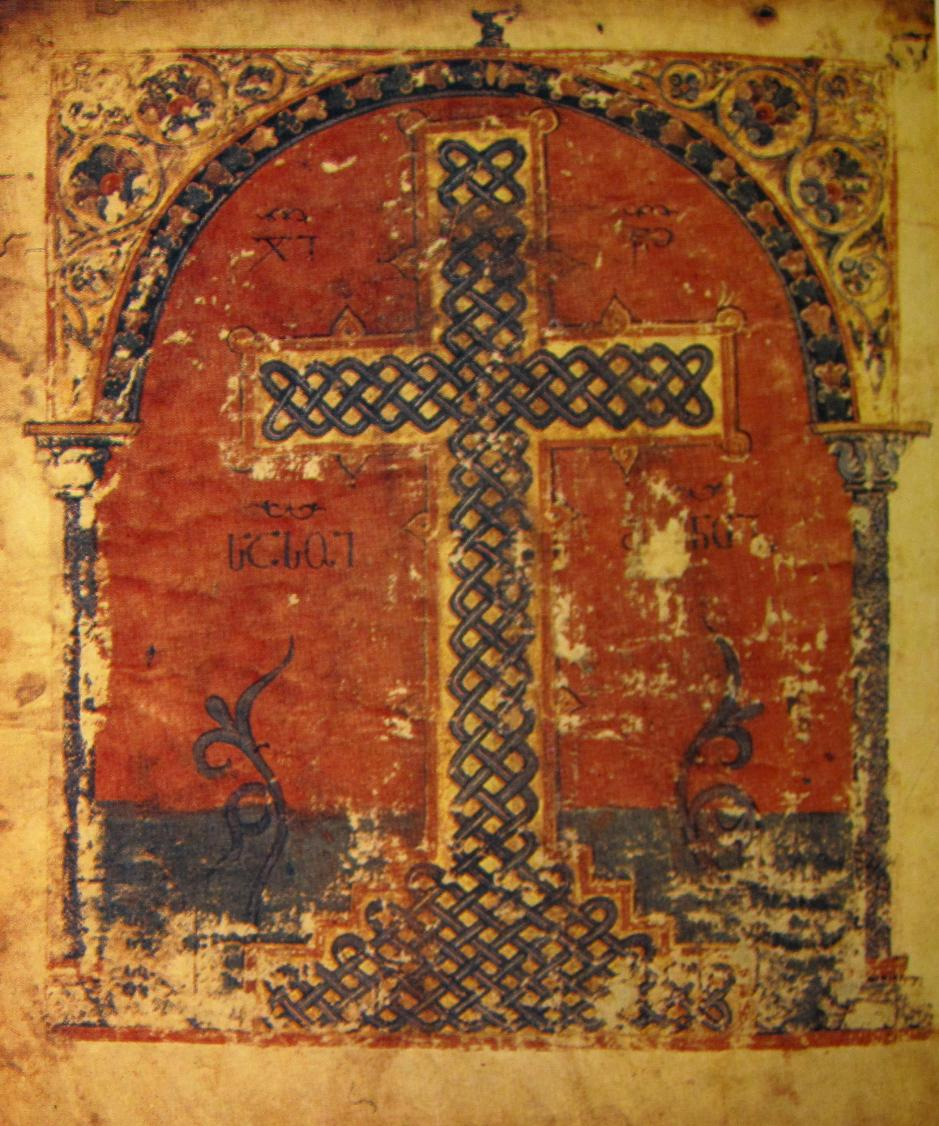
La Sainte Croix, feuillet de l'évangéliaire de Mestia, XIe siècle.
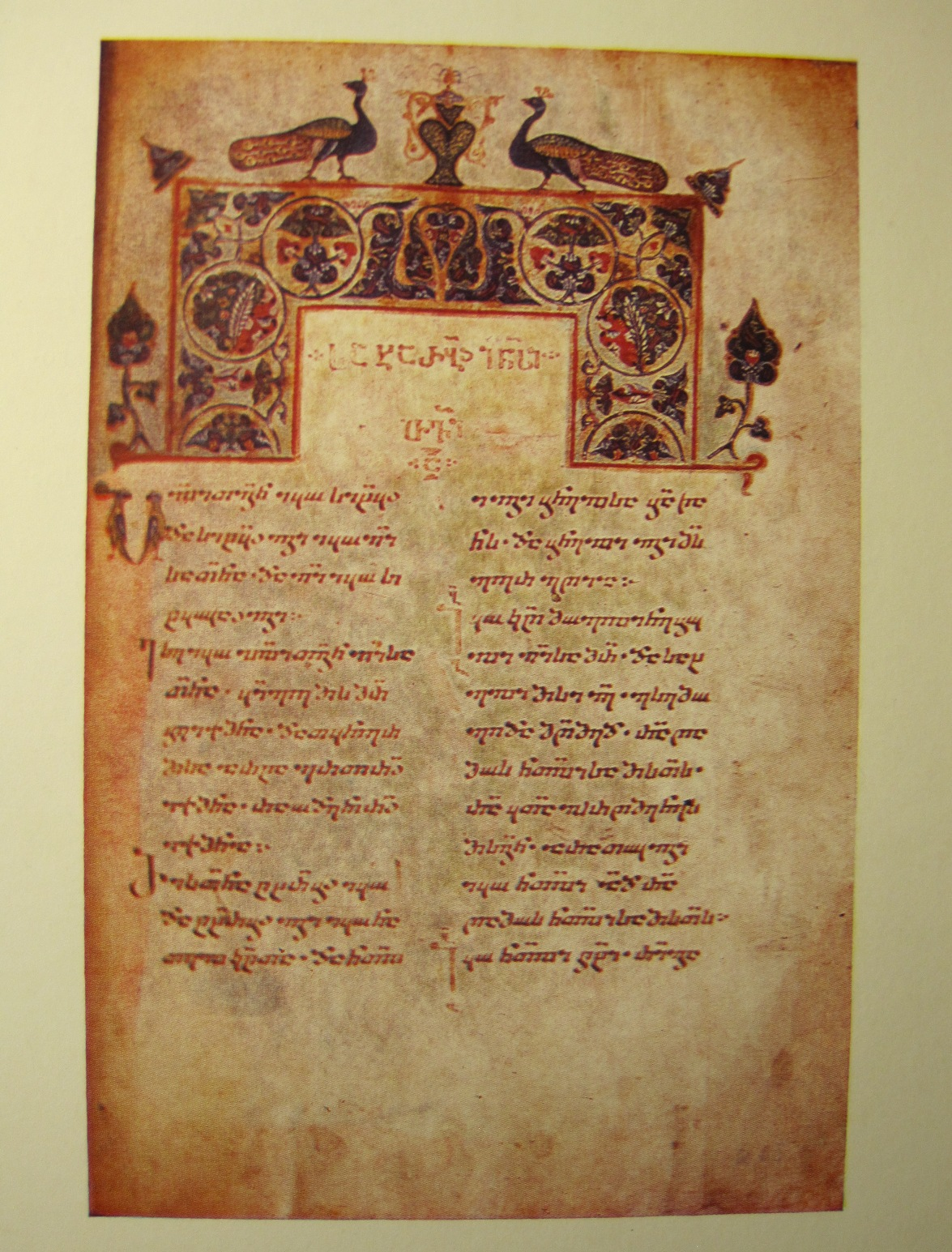
Évangéliaire de Lapskaldi, f.205r, XIIIe siècle.

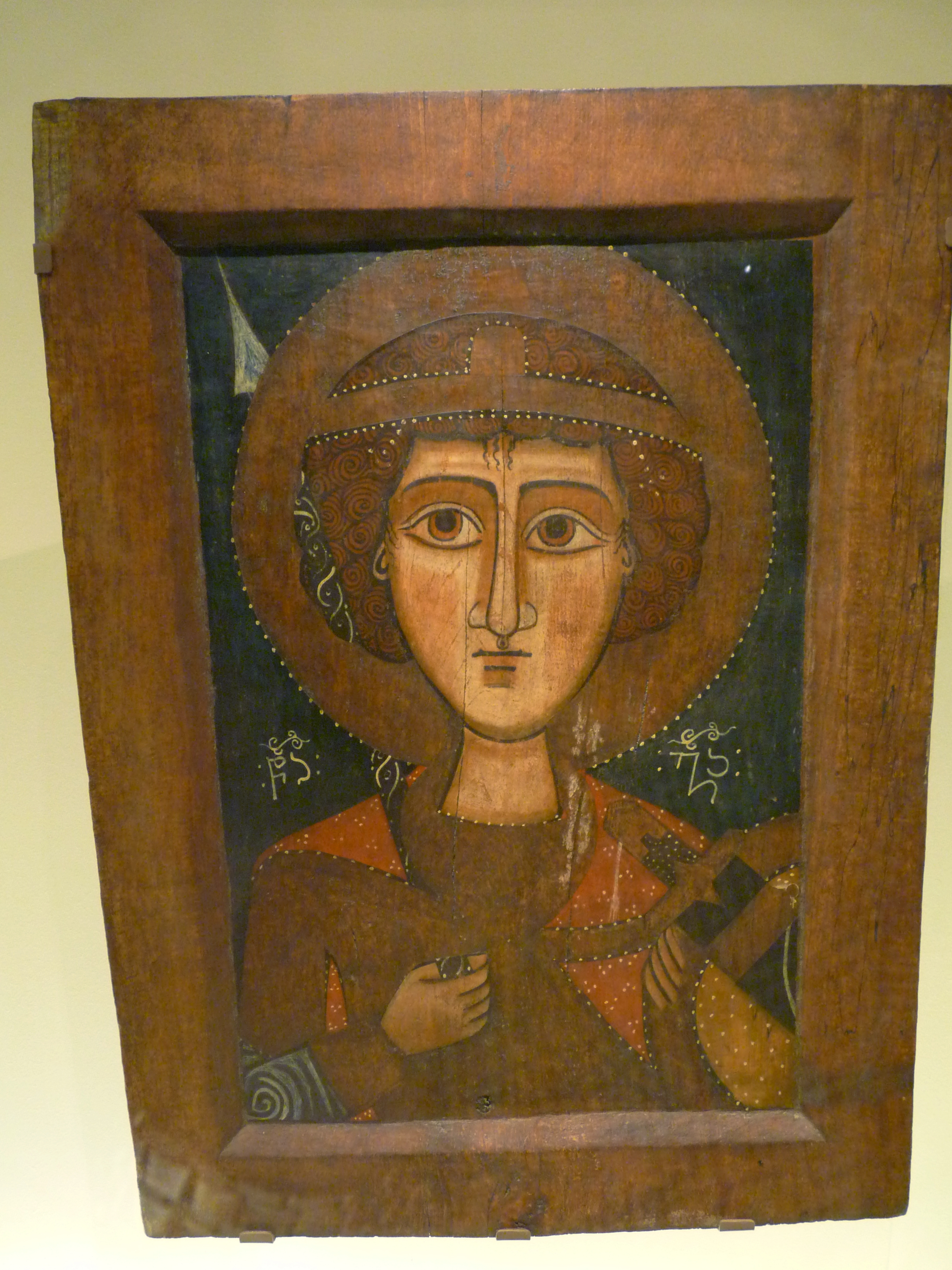
Icône.
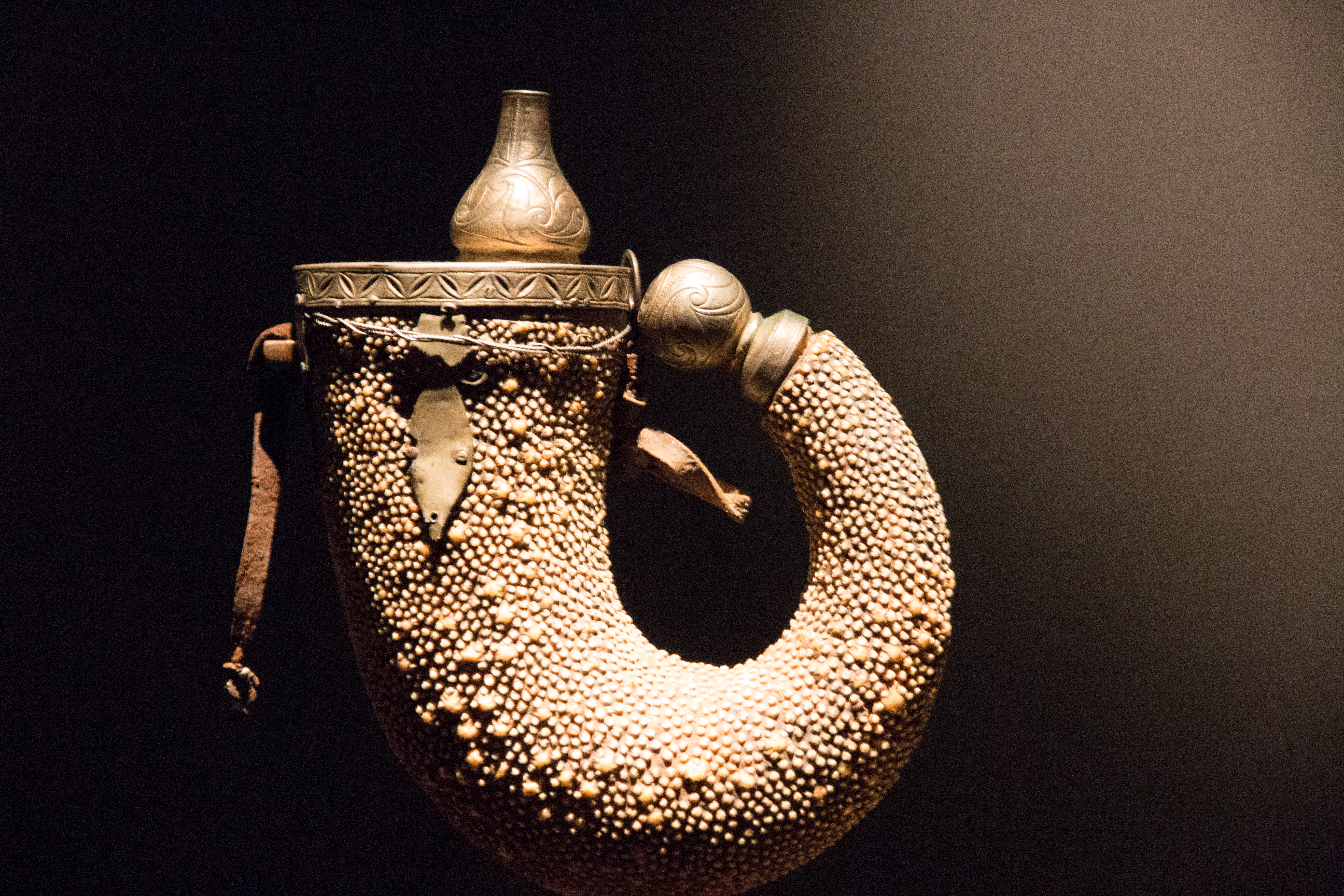
Corne à poudre.
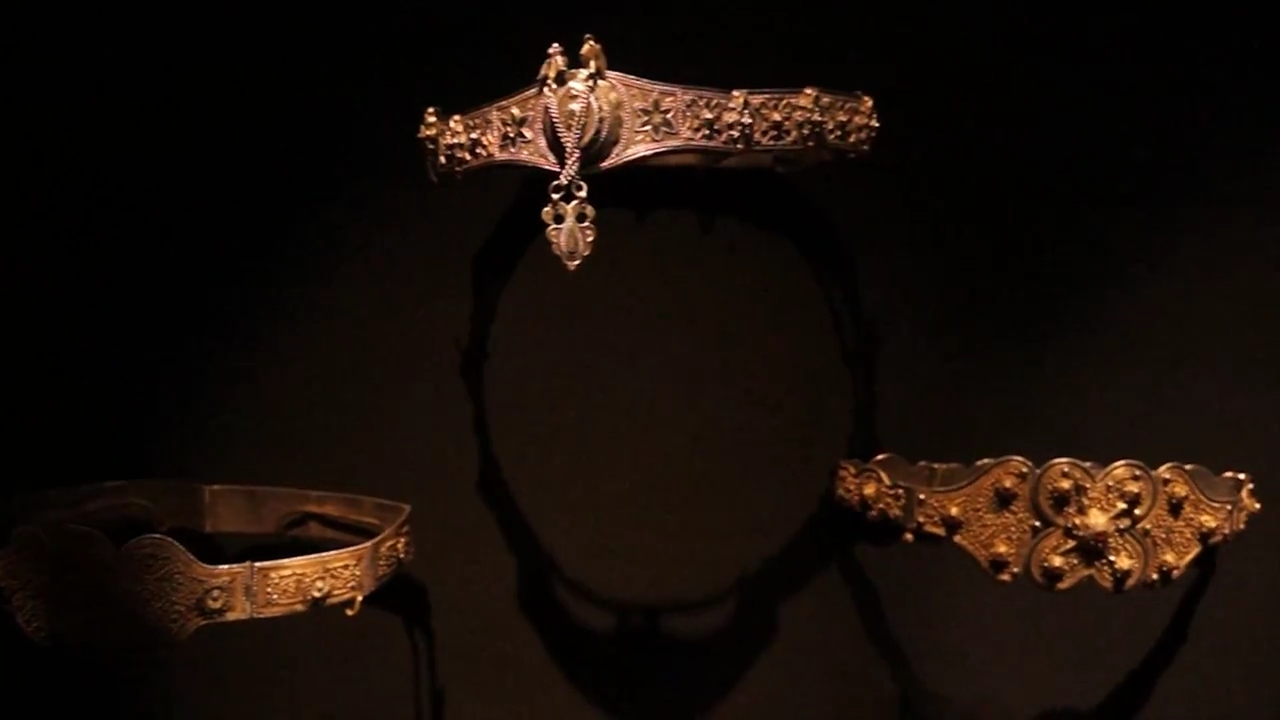
Bracelets.
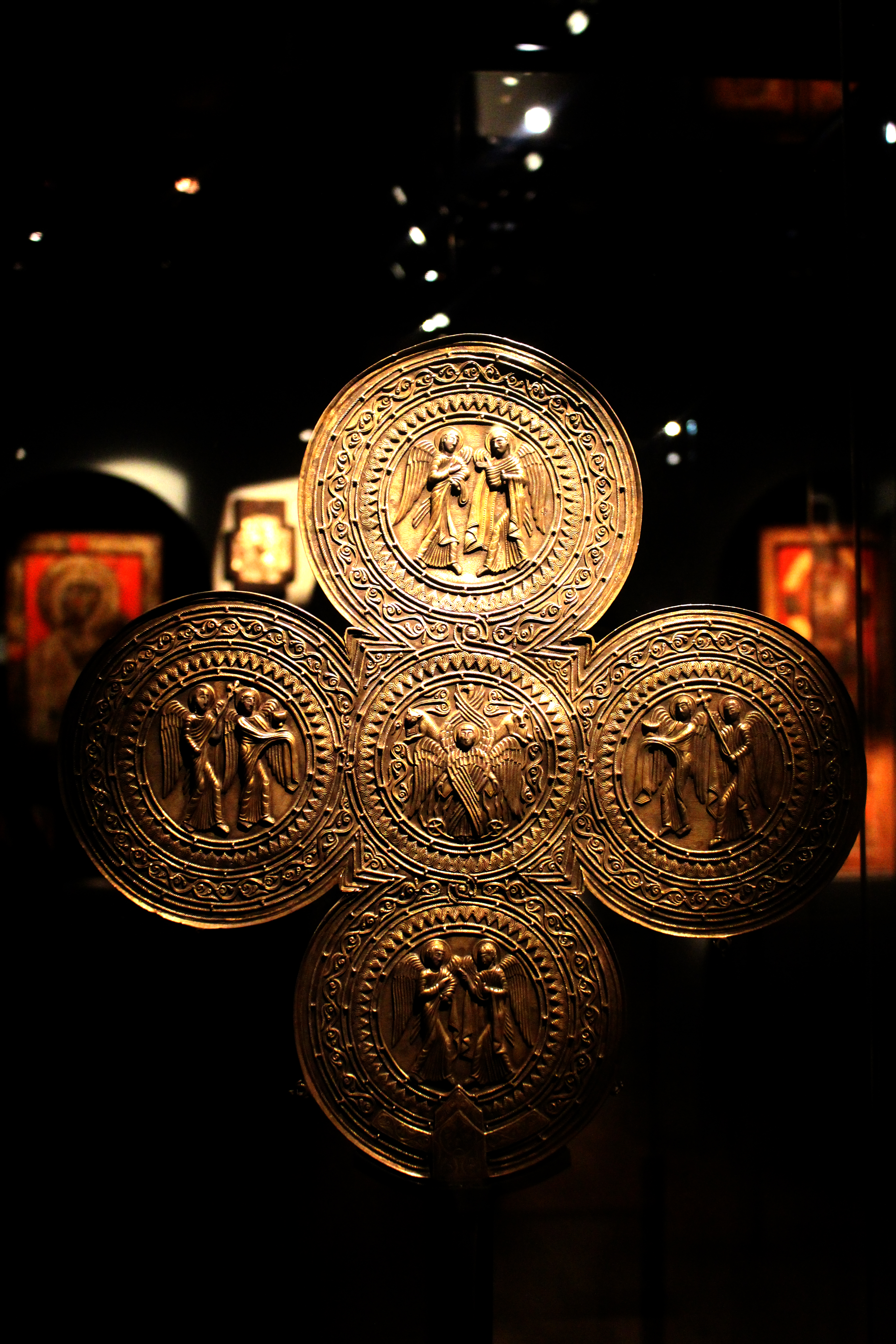
Objets religieux.
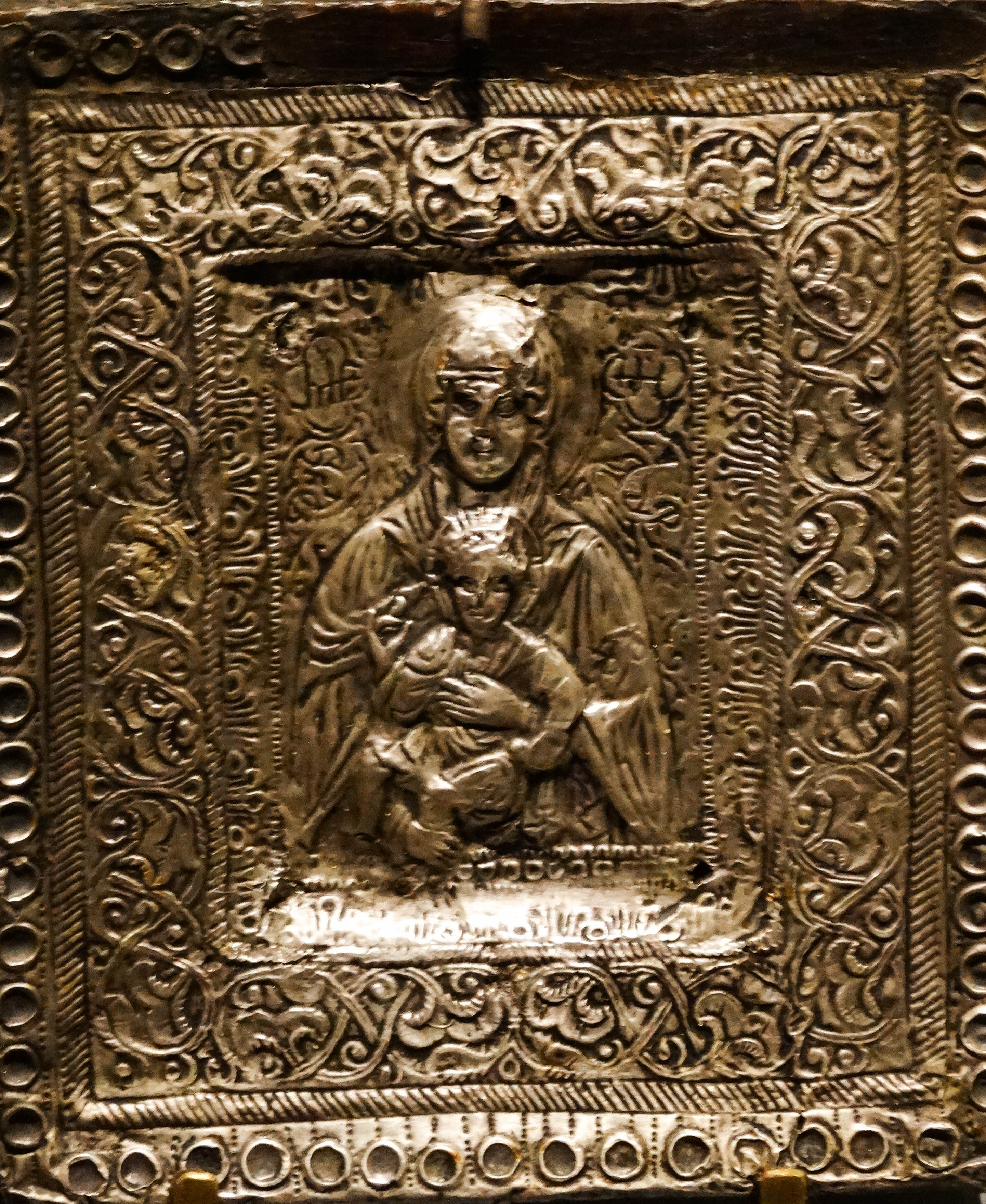
Idem.

## Voir également